# Tom Schuman

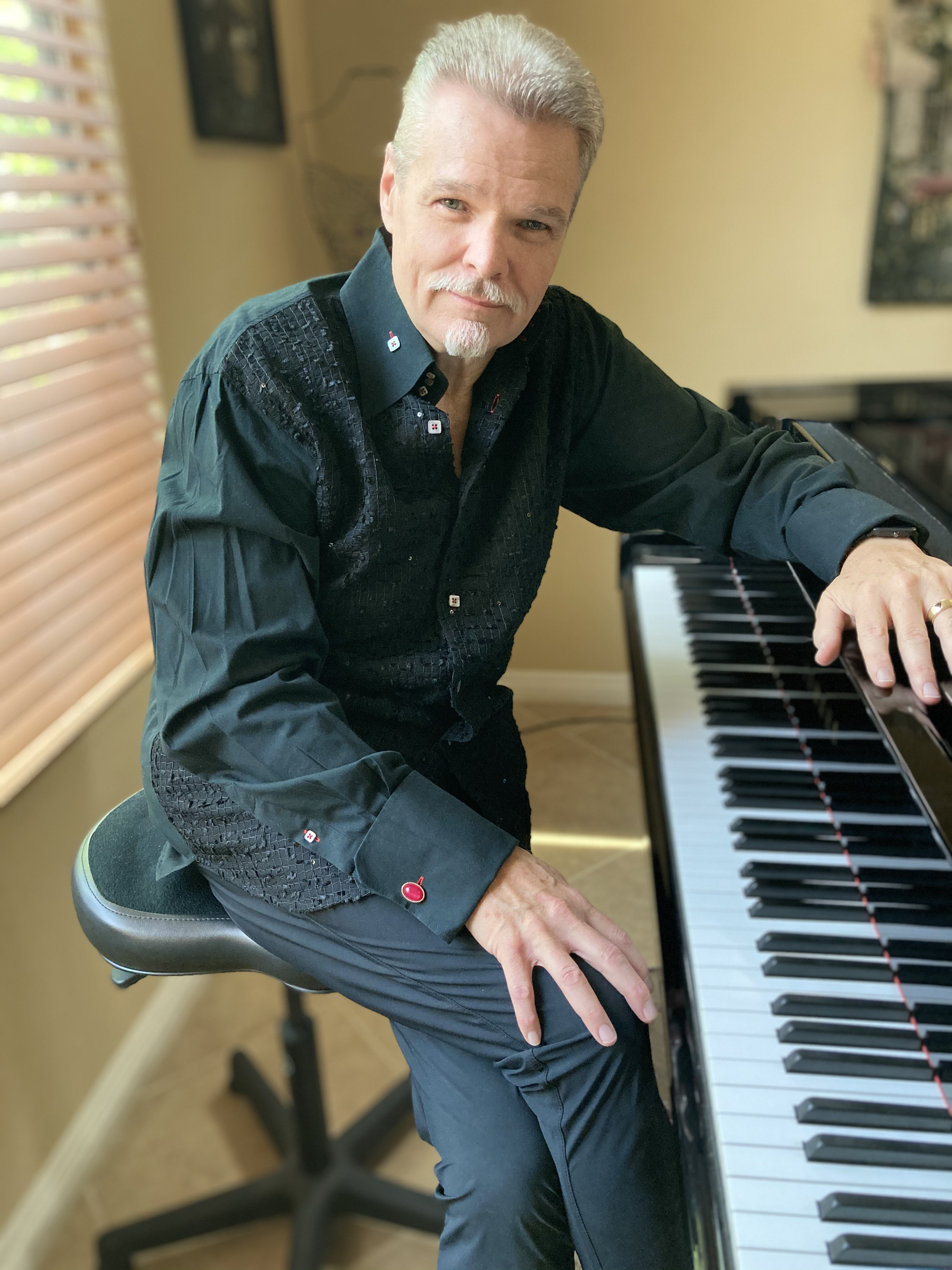
Tom Schuman

Tom Schuman (Buffalo (New York), 31 januari 1958) is een Amerikaans toetsenist. Zijn vakgebied betreft de jazz en fusion.

## Biografie
Schuman werd geboren in een muzikale familie, zijn vader Wally Schuman speelde contrabas, zijn moeder Marion Schuman was jazzzangeres. Hij kroop voor het eerst achter de piano toen hij zes jaar oud was. Zijn start was binnen de klassieke muziek, maar dat begon Schuman al snel te vervelen. Zijn eerste bandjes heetten The Existing Party en later Birthright, dat onder titel Breath of live een muziekalbum afleverde, Schuman was toen zestien. Schuman werd als ondersteunend lid ingeschakeld toen Spyro Gyra werd opgericht. Jeremy Wall, oorspronkelijk toetsenist van Spyro Gyro, zou zich al snel terugtrekken en eigenlijk vanaf het tweede album is Schuman vaste toetsenist. Vanaf 1990 verschenen ook enkele soloalbums van Schuman onder zijn eigen productiemaatschappij Schubox, hetgeen ook de naam van zijn privégeluidsstudio is.

## Discografie

### Spyro Gyra
- zie hier

### Soloalbums
- Extremities – 1990
- Into your heart – 2002
- Schuman nature – 2003
- Deep chill – 2006
- Reflections over time – 2010